# صماد (سوريا)
صماد قرية صغيرة تقع في جنوب سوريا وهي تابعة لمحافظة درعا تتبع إداريا لناحية بصرى الأثرية ترتفع عن سطح البحر 950 متر وتمتاز بمناخ بارد إلى معتدل شتاء وحار صيفا.

## الاقتصاد
تعتمد القرية في اقتصادها على الزراعة في المقام الأول كما يعمل جزء لا بأس به من أهلها إضافة إلى الزراعة بتربية الدواجن على مستوى واسع ويوجد عدد كبير من شبابها مغترب للعمل في بعض الدول العربية وخاصة دول الخليج السعودية والكويت والإمارات العربية المتحدة وليبيا والأردن ولبنان كما يوجد بعض المغتربين في الولايات المتحدة الأمريكية..

## السكان
يبلغ تعداد سكان هذه القرية قرابة خمسة آلاف نسمة.
كانت هذه القرية تعيش حالة من الجهل حتى قيام ثورة الثامن من آذار حيث تم نشر المدارس بشكل موسع شملها كذلك حيث برز منها عدد من المتعلمين من جميع الاختصاصات تقريبا في الطب والهندسة والتعليم والتربية والقانون.

## القرية تاريخيا
يرجع تاريخ صماد إلى ما يقارب ألف سنة فقد سكنها أول مرة الشيخ مسلم الصمادي جد العائلة كلها الذي كان مع جيوش الفاتح صلاح الدين الأيوبي حيث أعطاها إياه كهدية لقاء خدماته وقد عاش فيها هو وذريته وما زال قبره في الحي الشرقي من القرية شاهدا ومزارا وقد كتب على مدخل المزار تاريخ وفاته وهو في بداية القرن الحادي عشر الميلادي. ويعود نسب الشيخ مسلم إلى الحسين بن علي بن أبي طالب ولديهم حجة نسب مؤرخة بذلك وموقعة من أشراف مصر في ذلك الوقت عام 605 للهجرة
وقد أصدر السلطان العثماني عبد الحميد فرمانا يقضي بإعفاء أبناء هذه القرية الذين يردون لعائلة الصمادي من الجندية وخصص مبلغ من أموال الدولة لتغطية نفقات دواوين هذه العائلة على اعتبار أنهم من الأشراف وقد بقي هذا الفرمان سائرا حتى سقوط الدولة العثمانية.
بقي القول أن سلالة عائلة الشيخ مسلم الصمادي منتشرون في كثير من الأماكن منها في عجلون  في الأردن وهي مركز الأغلبية وعنجرة والنعيمة (إربد) وجرش وماحص ونابلس ولوبيا وقباطية وطبريا معضمية الشام ودوما ولبنان وبلاد المغرب العربي إلا أنهم كلهم يرتدون للشيخ مسلم في هذه القرية.